# David Morris Lee
Pour les articles homonymes, voir Morris et Lee.
Cet article possède des paronymes, voir David Morris (homonymie) et David Lee.
David Morris Lee, né à Rye le 20 janvier 1931, est un physicien américain. Il est colauréat avec Douglas Osheroff et Robert Coleman Richardson du prix Nobel de physique de 1996.

## Biographie
Lee grandit à Rye dans l'État de New York. Il est diplômé de l'Université Harvard en 1952, en avril il rejoint l'armée de terre des États-Unis où il sert pendant 22 mois. Il obtient son master en 1955 à l'université du Connecticut puis entame son doctorat à l'Université Yale. Après son doctorat, il devient professeur à l'Université Cornell.

## Recherches
En 1972, il publie son travail sur la superfluidité de l'hélium 3 avec Robert C. Richardson et un étudiant, Douglas Osheroff. Ils reçoivent ensemble en 1981 le prix Oliver E. Buckley de la matière condensée décerné par la Société américaine de physique et partagent le prix Nobel de physique en 1996 « pour leur découverte de la superfluidité de l'hélium 3 ».